# Nihonogomphus ruptus
Nihonogomphus ruptus – gatunek ważki z rodziny gadziogłówkowatych (Gomphidae). Występuje we wschodniej Azji – w dorzeczu Amuru i na Półwyspie Koreańskim.